# Кашина Виња (Бреша)
Кашина Виња је насеље у Италији у округу Бреша, региону Ломбардија.
Према процени из 2011. у насељу је живело 32 становника. Насеље се налази на надморској висини од 145 м.